# Karl Wick
Karl Wick (* 6. März 1891 in St. Josefen, Gemeinde Gaiserwald, Kanton St. Gallen; † 22. Dezember 1969 in Luzern), heimatberechtigt in Jonschwil, Zuzwil SG, Wuppenau sowie Luzern, war ein Schweizer Journalist und  Politiker (KVP).

## Biografie

### Familie und Beruf
Karl Wick, Sohn des Bäckermeisters und Wirts Josef Karl Wick und der Juliana geborene Boppart, Maturant an der Stiftsschule Engelberg, widmete sich in der Folge dem Studium der Rechtswissenschaften an den Universitäten  Berlin und  Freiburg, das er mit dem Erwerb des akademischen Grades eines Dr. iur. abschloss.
Karl Wick schlug im Anschluss eine journalistische Laufbahn ein. 1917 trat er eine Redakteursstelle bei der katholisch-konservativen Ostschweiz in St. Gallen an. 1921 wechselte er in derselben Funktion zur  christlichsozialen Hochwacht nach Winterthur. 1926 folgte Karl Wick einem Ruf des Luzerner Vaterlandes, dort wurde ihm die Abteilung Kulturpolitik sowie die Leitung des Feuilletons übertragen. 1954 erfolgte seine Ernennung zum Chefredakteur, 1966 wurde er in den Ruhestand verabschiedet.
Karl Wick war mit Lydia, der Tochter des Mathematiklehrers Karl Ebneter, verheiratet. Er verstarb 1969 in seinem 79. Lebensjahr in Luzern.

### Politische Laufbahn
Der der  Schweizerischen Konservativen Volkspartei (KVP) beigetretene Karl Wick gehörte von 1927 bis 1951 dem Grossen Rat des Kantons Luzern an. 1931 wählte ihn das Volk in den Nationalrat, in dem er bis 1963 einsass. In den Jahren 1934 bis 1950 präsidierte er die christlichsoziale Partei des Kantons Luzern.
Karl Wick, der zu den führenden Denkern der christlich-sozialen Bewegung der Schweiz sowie der katholischen Kulturpolitik zählt, trat schon zu einer Zeit, als der offizielle Katholizismus nicht klar Stellung bezog, entschieden gegen den Nationalsozialismus und seine helvetischen Ableger auf. Andererseits vertrat er in seiner 1920 erschienenen Schrift Die Stellung des Judentums in der modernen Kultur antisemitische und antijudaistische Positionen, da er darin Juden mit dem „materialistischen Zeitalter“ identifiziert und daraus ihre vermeintliche Gegnerschaft zum „Christentum in der Welt“ und der „christlichen Kultur“ herleitet bzw. für Gegenmassnahmen plädiert.
Die Universität Freiburg ehrte ihn für seine Verdienste um die christlich-soziale Politik mit der Ehrendoktorwürde.

## Schriften
- Wir Katholiken und die grossen Gegenwartsfragen, Buchdruck Ostschweiz, St. Gallen, 1919
- Das Verhältnis von Familie und Staat mit besonderer Berücksichtigung des Erziehungsrechtes, Winterthur, 1921
- Die Intervention des Staates auf wirtschaftlichem und sozialem Gebiete : Referat, Christlich-sozialer Arbeiterbund der Schweiz, St. Gallen, 1927
- Politik und politische Parteien, Räber & Cie, Luzern, 1927
- Der katholische Staatsbürger : Grundsätze und Aufgaben, Räber & Cie, Luzern, 1943